# (6483) Nikolajvasilʹev
(6483) Nikolajvasilʹev (1990 EO4) – planetoida z pasa głównego asteroid okrążająca Słońce w ciągu 4,07 lat w średniej odległości 2,55 j.a. Odkryta 2 marca 1990 roku.